# جیمز آر پاول
 جیمز آر پاول (انگلیسی: James R. Powell؛ زاده ) یک فیزیک‌دان اهل ایالات متحده آمریکا است.